# Тафик Зијад
Тафик Зијад (7. мај 1929 – 5. јул 1994) био је палестинско-арапски политичар, песник и активиста који је служио у израелском Кнесету. Најпознатији је по свом залагању у име палестинских држављана.

## Биографија
Рођен у Назарету током британског мандата, Зијад је био активан у израелској комунистичкој партији. Његов војни назив био је Abū l-Amīn. Као активиста помогао је организовање протеста о опорезивању, студентског штрајка и штрајка пољопривредника у Галилеји. Ухапшен је у априлу 1954. и затворен у Назарет на пола године. Током година био је неколико пута хапшен и затваран. 1962-1964. преселио се у Москву да би студирао на Вишој партијској школи.
У децембру 1975, Зијад је изабран за градоначелника Назарета, служећи као лидер комунистичке партије Раках у коалицији Демократски фронт за мир и једнакост. То је именовање које је поздрављено као значајан догађај у политичкој историји Израела и Палестине. Зијад је био градоначелник 19 година, све до своје смрти 1994. године.
Изабран у Кнесет на изборима 1973. на Ракиној листи, Зијад је био активан у вршењу притиска на израелску владу да промени своју политику према Арапима. Извештај чији је коаутор о условима у израелским затворима у којем се тврди да је мучење терориста у израелским затворима поново штампан у израелским новинама Ал Хамишмар. Такође су га поднели Уједињеним нацијама Тавик Тоуби и Зијад након њихове посете затвору Ал-Фарах 29. октобра 1987. Касније је опширно цитиран у извештају Генералне скупштине УН од 23. децембра 1987. године, где је описао као „Можда најбољи доказ истинитости извештаја који описују одвратне нехумане услове које су подносили арапски затвореници."

## Поезија
Тема сумуда, која је постала главна књижевна тема као облик „отпора“, играла је важну улогу у Зијадовој поезији. Посебно је познат по својој песми Овде ћемо остати:
У Лиди, Рамли, Галилеји, Овде ћемо остати као зид на грудима и у грлу као крхотина стакла трн кактуса, и у вашим очима пешчана олуја,
Овде ћемо остати, зид на вашим грудима, чистити у вашим ресторанима, послуживати пиће у вашим баровима, брисати подове у вашим кухињама да уграбимо залогај за нашу децу од ваших плавих очњака.

## Смрт
Зијад је погинуо 5. јула 1994. у директном судару у долини Јордана на повратку у Назарет из Јерихона након што је дочекао Јасера Арафата, председника Палестинске ослободилачке организације, који се вратио из егзила. Иза њега су остали супруга и четворо деце. У време изненадне смрти, он је још увек био градоначелник Назарета, члан Кнесета и „водећи арапски законодавац“. По њему је названа улица у Шефа-Амру.